# Bezirk Gradisca
Der Bezirk Gradisca (slowenisch Gradišče ob Soči) war ein Politischer Bezirk Cisleithaniens (Österreich-Ungarn) in der Gefürsteten Grafschaft Görz und Gradisca. Der Bezirk mit Sitz in Gradisca d’Isonzo umfasste Gebiete im heutigen Friaul-Julisch Venetien (in den ehemaligen Provinzen Udine bzw. Gorizia) und wurde nach dem Ersten Weltkrieg Teil Italiens.

## Geschichte
Die modernen, politischen Bezirke der Habsburgermonarchie wurden 1868 im Zuge der Trennung der politischen von der judikativen Verwaltung geschaffen.
Der Bezirk Gradisca wurde 1868 aus den Gerichtsbezirken Cervignano, Cormons, Gradisca und Monfalcone gebildet.
Erst später wurden die Gerichtsbezirke Cervignano und Monfalcone vom Bezirk Gradisca abgetrennt, woraufhin sie ab dem 1. Jänner 1911 den Bezirk Monfalcone bildeten.
Der Bezirk Gradisca wurde nach dem Ersten Weltkrieg Teil des Königreichs Italien.